# Mohamed Kabbaj
Mohamed Kabbaj (en arabe : محمد القباج) né en 1946 à Fès, est un haut fonctionnaire marocain.
Il est ministre dans les gouvernements Bouabid, Lamrani, et Filali. Il est également wali de la région du Grand Casablanca et gouverneur de la préfecture de Casablanca de 2005 et 2009 et conseiller du roi Mohammed VI de 2000 à 2005.

## Biographie
Après un baccalauréat scientifique, il s'envole à Paris pour poursuivre ses études au Lycée Saint Louis. Il est admis à l'École polytechnique en 1965, il est également diplômé de l'École nationale des ponts et chaussées en 1969.
Entre 1969 et 1972, Kabbaj occupe le poste de directeur de la délégation des travaux publics à Tétouan puis devient entre 1972-1973 directeur du département des travaux publics. Il exerce aussi la fonction de directeur des routes et de la circulation sur les routes au ministère des Travaux publics de 1973 à 1980.
Le 5 novembre 1981, il est nommé ministre de l'Équipement dans le gouvernement Bouabid II. Le 30 novembre 1983, il est reconduit au même poste dans le gouvernement Lamrani III. Lors de la formation du  gouvernement Lamrani IV en 1985, il devient ministre de l'Équipement, de la Formation professionnelle et de la Formation des cadres, puis en août 1992, ministre des Travaux publics, de la Formation professionnelle et de la Formation des cadres dans le gouvernement Lamrani V. Le 11 novembre 1993, Mohamed Hassad lui succède au poste et Kabbaj devient ministre délégué auprès du Premier ministre dans le gouvernement Lamrani VI.
Lors de la formation du gouvernement Filali II en 1995, il est nommé ministre des Finances et des Investissements extérieurs. En 1997, Driss Jettou lui succède au poste dans le gouvernement Filali III.
En 2000, il devient conseiller du roi Mohammed VI jusqu'en 2005, lorsqu'il est nommé wali de la région du Grand Casablanca et gouverneur de la préfecture de Casablanca,, Mohamed Halab lui succède au poste en 2009,.
Il est actuellement président de l'entreprise Lafarge Maroc et du Conseil d’Administration Fondation Esprit de Fès du Festival de Fès des musiques sacrées du monde.